# Arvanitokhórion
Arvanitokhórion (Arvanitochori) är en ort i Grekland.   Den ligger i prefekturen Nomós Dodekanísou och regionen Sydegeiska öarna, i den sydöstra delen av landet, 400 km sydost om huvudstaden Aten. Arvanitokhórion ligger 16 meter över havet och antalet invånare är 169. Den ligger på ön Nisí Kásos.
Terrängen runt Arvanitokhórion är kuperad åt sydost, men åt nordväst är den platt. Havet är nära Arvanitokhórion norrut.  Närmaste större samhälle är Agía Marína, 1,3 km nordväst om Arvanitokhórion. Trakten runt Arvanitokhórion består i huvudsak av gräsmarker.